# Castelfranci
Castelfranci là một đô thị (comune) thuộc tỉnh Avellino trong vùng Campania của Ý. Castelfranci có diện tích 11,83 km2, dân số là 2165 người (thời điểm ngày 1 tháng 5 năm 2009).